# Cum non solum
Cum non solum — письмо папы римского Иннокентия IV от 13 марта 1245 года, адресованное «царю и народу тартар» в котором содержатся порицание за разорение христианских стран, призыв к прекращению агрессии и побуждение к покаянию.
Это письмо, а также письмо папы «Dei patris immensa» от 13 марта 1245 года должны были быть доставлены дипломатической миссией великому хану Монгольской империи. Были отправлены три миссии: францисканца Плано Карпини через Восточную Европу и две доминиканские миссии Асцелина Ломбардского и Андре де Лонжюмо через Левант. Передать письма удалось только Плано Карпини.

## Дипломатические миссии

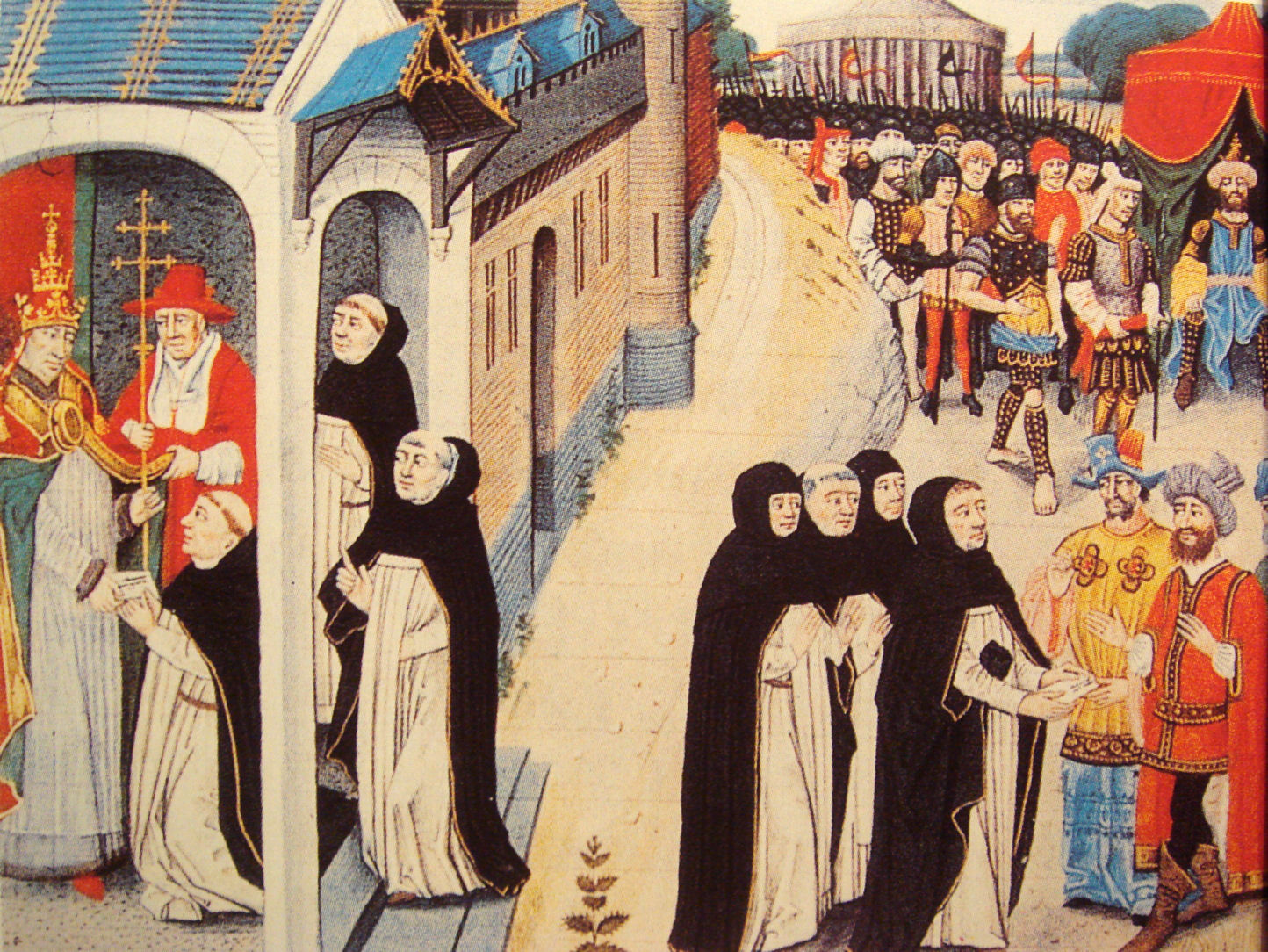
Асцелин Ломбардский получает письмо от Иннокентия IV и передает его Байджи. Миниатюра Давида Обера из «Хроники императоров» 1462 год

В преддверии Первого Лионского собора католической церкви, на котором среди прочих обсуждался вопрос о татарской угрозе, папа римский Иннокентий IV отправил три дипломатические миссии в Монгольскую империю. Наиболее известна миссия францисканца Иоанна де Плано Карпини. Его миссия 16 апреля 1245 года отправилась из Лиона, где в это время находился Иннокентий IV. Во Вроцлаве к ним присоединился польский францисканец Бенедикт. Далее, проследовав через Галич миссия францисканцев 4 апреля 1246 года достигла ставки Бату на Волге. По приказу Бату Карпини и Бенедикт отправились дальше в Монголию, где в августе 1246 года стали свидетелями возведения на престол великого хана Гуюка.
Две другие миссии состояли из доминиканцев и пытались вступить в контакт с представителями Монгольской империей на Ближнем востоке. Миссия Асцелина Ломбардского летом 1247 года достигла ставки нойона Байджу, расположенную в городе Сисиан. Третьей была миссия Андре де Лонжюмо, которая вероятно (по мнению П. Джексона) достигла Тебриза.
Папа римский Иннокентий IV снабдил все три миссии двумя письмами, адресованными «царю и народу тартар»: «Dei patris immensa» от 5 марта и «Cum non solum» от 13 марта 1245 года. Письмо «Dei patris immensa» носит религиозный характер, а письмо «Cum non solum» политический. Миссии Плано Карпини, в отличие от двух остальных, удалось доставить эти письма великому хану Монгольской империи.

## Название
«Cum non solum» (Как не быть одиноким) — инципит или начальные слова текста, служащие для его идентификации. Начало письма:

...regi et populo Tartarorum viam agnoscere veritatis. Cum non solum homines verum etiam animalia irrationalia nec non ipsa mundialis elementa machine quadam nativi federis...

## Содержание письма
Письмо начинается с фразы:

… царю и народу татар с пожеланием познать путь истины …

и содержит порицание великого хана за разорение христианских стран

... не без основания мы вынуждены выразить крайнее изумление по поводу того, что вы, как мы слышали, напав как на христианские, так и другие области, и разорив их ужасающим опустошением, в неустанном неистовстве до сих пор не прекращаете простирать хищнические руки к дальнейшим пределам и, разрывая связь естественного родства и не щадя ни пола, ни возраста, вы свирепствуете против всех без различия, предавая всех мечу...

а также призыв к прекращению агрессии и побуждение к покаянию.

побуждаем всех вас, просим и настоятельно
увещеваем, дабы, полностью воздержавшись в дальнейшем от этих нападений и в особенности от преследования христиан, вы умиротворили гнев божественного величия, без сомнения, вызванный всеми вашими столь тяжкими преступлениями, посредством надлежащего исполнения акта покаяния